# Уестън он Ейвън
Уестън он Ейвън (на английски: Weston-on-Avon, в превод Уестън на Ейвън) е село в Централна Англия, графство Уорикшър. Намира се на 3 km югозападно от град Стратфорд на Ейвън. Населението му е 183 жители (по приблизителна оценка от юни 2017 г.).

## Личности
В Уестън он Ейвън е роден зоологът Робърт Фишър Тоумс (1823 – 1904).